# Campeonato Europeo de Halterofilia Junior & sub-23 de 2017
El Campeonato Europeo de Halterofilia Junior & sub-23 de 2017 es la 22.ª edición del Campeonato Europeo de Halterofilia Junior & sub-23 que se disputó en Tirana, (Albania) del 15 de octubre al 22 de octubre.